# جان رابرتس (بازیکن فوتبال، زاده ۱۸۵۸)
جان رابرتس (انگلیسی: John Roberts؛ زادهٔ ۱۸۵۸) بازیکن فوتبال اهل بریتانیا است.
وی همچنین در تیم ملی فوتبال ولز بازی کرده‌است.